# Matome Ugaki
Matome Ugaki (宇垣纏 Ugaki Matome?,  Okayama, 15 de febrero de 1890-Okinawa,15 de agosto de 1945) fue un vicealmirante y jefe de Estado Mayor de la Flota Combinada de la Armada Imperial Japonesa durante la Segunda Guerra Mundial.

## Biografía
Nació en el Distrito de Akaiwa (hoy parte de Okayama, Prefectura de Okayama), el 15 de febrero de 1890. Se graduó en la 40.ª promoción de la Academia Naval Imperial Japonesa en 1912, donde se graduó el 9.º de una clase de 144 cadetes. Después de servir en varios barcos de guerra de la Armada y alcanzar el rango de teniente el 1 de diciembre de 1918, acudió a la Escuela de Artillería Naval.
En 1924 se graduó en la 22.ª clase de la Escuela de Guerra Naval y fue ascendido a teniente comandante. Después de un breve período a bordo del crucero Ōi, sirvió tres años como miembro del personal de la Escuela de Artillería Naval, y luego fue nombrado oficial residente en Alemania desde 1928 a 1930, con el rango de comandante.
Tras su ascenso a capitán el 1 de diciembre de 1932, Ugaki fungió como instructor de la Escuela de Guerra Naval. Tres años después, en 1935, Ugaki fue asignado como oficial de personal de la Flota Combinada durante un año antes de que le dieran su primer mando: el crucero Yakumo. Al año siguiente se le dio el mando del acorazado Hyūga.

### Segunda Guerra Mundial

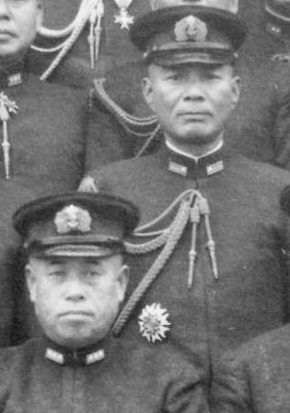
Yamamoto (abajo) y Ugaki.

Después de la entrada del Japón en la Segunda Guerra Mundial en 1941, Ugaki fue nombrado jefe de Estado Mayor de la Flota Combinada bajo las órdenes del almirante Isoroku Yamamoto hasta 1943. En este lapso fue ascendido al grado de vicealmirante el 1 de noviembre de 1942.
Durante un trayecto de itinerario junto con Yamamoto el 18 de abril de 1943 en aviones separados sobre Bougainville en las islas Salomón, ambos aviones fueron derribados en la conocida como Operación Venganza. El avión de Yamamoto se estrelló en la jungla mientras que el de Ugaki cayó en el mar. Ugaki sería uno de los tres supervivientes. Tras recuperarse de las heridas sufridas fue puesto al mando de la 1.ª División de Acorazados durante la desastrosa batalla del golfo de Leyte, incluyendo la batalla del mar de Sibuyán el 24, y la batalla de Samar el 25 de octubre de 1944.
Regresaría a Japón en febrero de 1945 y se le concedió el mando de la 5.ª Flota Aérea con base en Kyūshū. En marzo lanzaría la primera oleada de kamikazes contra la flota estadounidense anclada en Ulithi, seguido por la Operación Ten-Gō. Consciente de que los americanos tratarían de invadir la isla (Operación Olympic), resguardó un gran número de aparatos para dicha operación.

#### Misión final

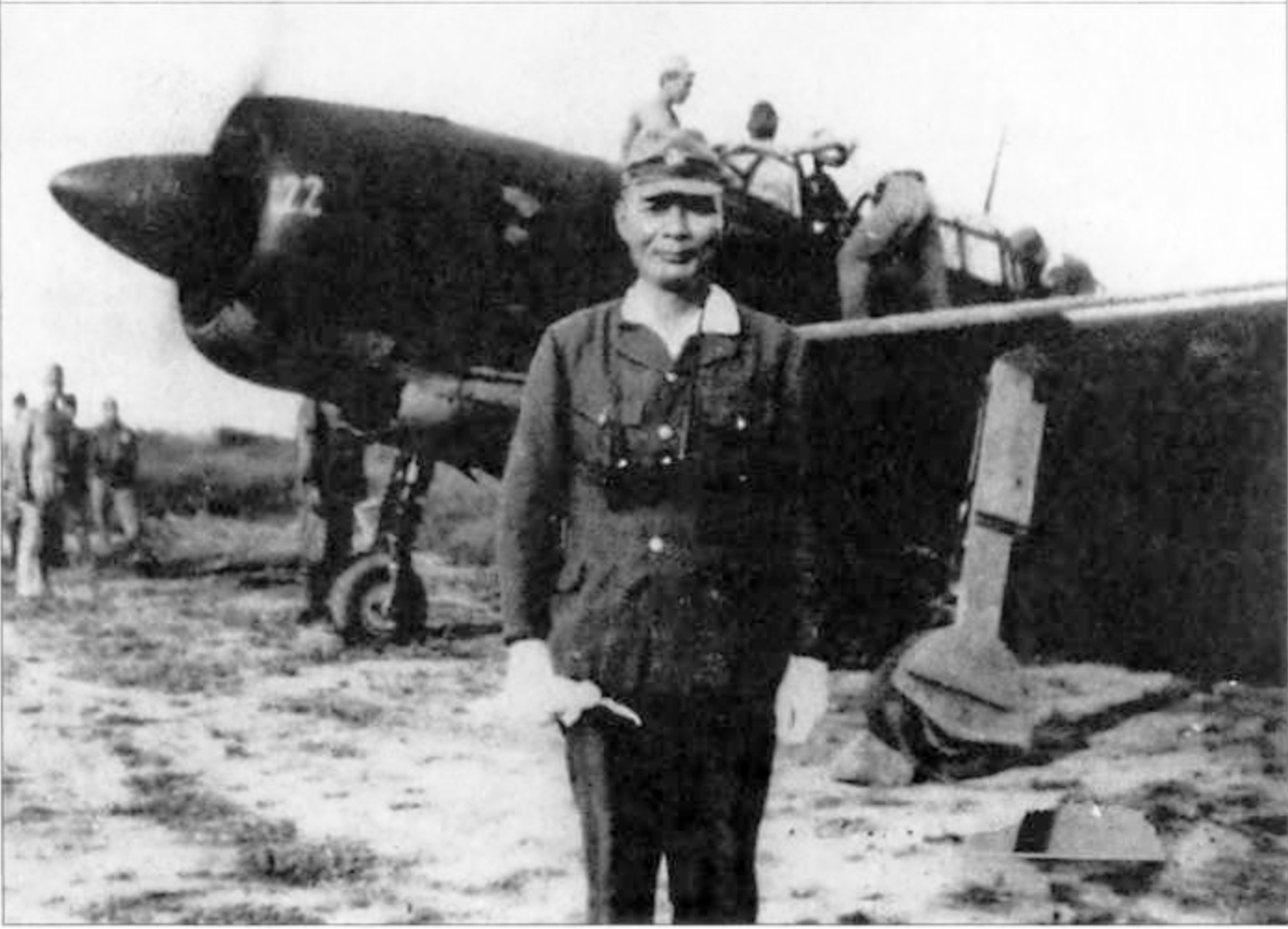
El vicealmirante Ugaki antes de su última salida en una operación kamikaze.

El 15 de agosto de 1945, el Emperador Hirohito hizo público el anuncio de la rendición del Japón, solicitando a los militares que abandonaran las armas. Después de escuchar el mensaje, Ugaki hizo una nueva anotación en su diario sentenciando que el aún no recibía una "orden oficial de cese al fuego" por lo que volaría en una última operación suicida para demostrar el verdadero espíritu del bushidō. Sus subordinados protestaron pero eso no hizo que cambiara su decisión. Antes de abordar un Yokosuka D4Y Judy para su última salida, Ugaki posó en su uniforme verde y se quitó sus insignias, portando el tantō que recibió de manos del almirante Yamamoto.
A la mañana siguiente, la tripulación de las embarcaciones de desembarco norteamericano LST-926 encontraron los restos aún humeantes de una cabina con tres cuerpos en la playa de la isla Iheyajima. El tercer hombre, con la cabeza aplastada y el brazo derecho cercenado, llevaba un uniforme de color verde oscuro y una espada cerca de él.